# Over Each Other
«Over Each Other» — песня американской рок-группы Linkin Park. Она была выпущена в качестве третьего сингла с восьмого студийного альбома группы From Zero 24 октября 2024 года.

## Общая информация
18 октября 2024 года диджей группы Джо Хан сообщил в Instagram, что третьим синглом альбома станет песня «Over Each Other», которая будет выпущена вместе с клипом 24 октября. Для продвижения песни превью клипа появилось на рекламном щите на Таймс-сквер в Нью-Йорке. В день релиза песня впервые прозвучала во всем мире как «Самая горячая запись» на BBC Radio One в сегменте New Music Show с Джеком Сондерсом.

## Звучание
«Over Each Other» стилистически была описана как поп-рок, и альтернативный рок.

## Музыкальное видео
Клип на песню «Over Each Other» был выпущен вскоре после мировой премьеры песни 24 октября 2024 года. Режиссёром клипа выступил Джо Хан, съёмки проходили в Сеуле, Южная Корея, и это первый клип группы, снятый в этой стране; Хан, имеющий корейское происхождение, рассказал, что снять проект в этой стране было его «мечтой».
В клипе вокалистка группы Эмили Армстронг и корейская актриса Конг Сон Ха изображают лучших подруг, которые ссорятся в ванной и в машине, что приводит к автокатастрофе. Не сумев спасти Сон Ха, Армстронг бежит за помощью. Позднее сотрудники службы спасения спасают Сон Ха, обнаружив, что Армстронг погибла в катастрофе, что означает, что она появлялась в виде призрака. Грегори Адамс из Revolver описал концовку клипа как «твист в духе Шьямалана».

## Участники записи
Сведения взяты из Tidal
Linkin Park
- Эмили Армстронг — вокал, композиция
- Колин Бриттэн — ударные, композиция, сопродюсер
- Брэд Делсон — гитары, композиция, сопродюсер
- Дэйв «Феникс» Фаррелл — бас-гитара, композиция
- Джо Хан — семплы, программирование, композиция
- Майк Шинода — клавишные, бэк-вокал, ритм-гитара, композиция, продюсирование, звукорежиссура

Дополнительный персонал
- Матиас Мора — дополнительное продюсирование, композиция
- Джон Грин — композиция
- Итан Мейтс — звукорежиссёр
- Нил Аврон — сведение
- Скотт Скржински — помощник звукорежиссёра
- Эмерсон Манчини — мастеринг

## Чарты
| Чарт (2024)                                  | Высшая позиция |
| -------------------------------------------- | -------------- |
| Австралия (ARIA)                             | 24             |
| Австрия (Ö3 Austria Top 40)                  | 9              |
| Бразилия (Billboard Hot 100 Airplay)         | 90             |
| Канада (Billboard Canadian Hot 100)          | 86             |
| Чехия (Singles Digitál Top 100)              | 19             |
| Франция (SNEP)                               | 67             |
| Германия (GfK)                               | 11             |
| Мир (Billboard Global 200)                   | 68             |
| Греция (IFPI)                                | 95             |
| Италия (FIMI)                                | 16             |
| Япония (Billboard)                           | 89             |
| Япония (Billboard)                           | 16             |
| Люксембург (Billboard)                       | 13             |
| Новая Зеландия (RMNZ)                        | 14             |
| Польша (Polish Streaming Top 100)            | 82             |
| Словакия (Singles Digitál Top 100)           | 37             |
| Швеция (Sverigetopplistan)                   | 6              |
| Швейцария (Schweizer Hitparade)              | 15             |
| Великобритания (UK Singles Chart)            | 57             |
| США (Billboard Hot Rock & Alternative Songs) | 24             |